# ジョージ・ハトソン
ジョージ・ハトソン (George William Hutson、1889年12月22日 - 1914年9月14日)は、イギリスの陸上競技選手。1912年ストックホルムオリンピックの銅メダリストである。

## 経歴
ハトソンは、1912年ストックホルムオリンピックの5000mに出場。フィンランドのハンネス・コーレマイネン、フランスのジャン・ブワンに30秒以上離されながらも、3位でゴールし銅メダルを獲得。さらに、3000m団体に出場。予選では、5カ国が出場し3組によって争われたが、イギリスは対戦相手がいなかったので決勝進出。3チームで行われた決勝で出場15人中8位に終わったものの、銅メダルを獲得した。
ハトソンは王立サセックス連隊の軍曹として第一次世界大戦に従軍し、マルヌ会戦で戦死した。遺体は回収されず、名前がラ・フェルテ＝スー＝ジュアール記念碑に刻まれている。